# Акција против трговине људима (АСТРА)
АСТРА(Акција против трговине људима), пун назив Акција против трговине људима (енгл. ASTRA – Anti Trafficking Action) је невладина организација из Београда основана 2000. године, која се бави борбом против свих облика трговине људима, посебно женама и децом, и пружа подршку жртвама. Прва је организација у Србији која је започела системско бављење овом темом и пружање директне помоћи жртвама.

## Мисија и циљеви
Мисија АСТРЕ је елиминација свих облика трговине људима кроз превенцију, едукацију, директну подршку жртвама, истраживање и јавно заступање. Циљ је изградња друштва у којем се поштују људска права, родна равноправност и достојанство свих људи.

## Кључне активности
- Директна подршка жртвама[2] – бесплатна и поверљива помоћ путем СОС телефона, правна и психолошка подршка, пратња током опоравка и ресоцијализације.
- Едукација[3] – програми за младе, наставнике, полицију, здравствене раднике и друге професионалце.
- Истраживања[4] – израда анализа и извештаја о феномену трговине људима у Србији и региону.
- Јавно заступање[5] – залагање за унапређење закона, политика и пракси које се тичу заштите људских права и борбе против трговине људима.
- Међународна сарадња[6] – партнерство са организацијама из Европе и света у борби против трговине људима.

## Признања и сарадња
Организација је добитница бројних награда за свој рад и призната је као релевантан партнер институцијама у Србији и иностранству. Сарађује са министарствима, центрима за социјални рад, полицијом, школама и другим организацијама цивилног друштва.